# Кастельнуово-Нігра
Кастельнуово-Нігра, Кастельнуово-Ніґра (італ. Castelnuovo Nigra, п'єм. Castelneuv Nigra) — муніципалітет в Італії, у регіоні П'ємонт,  метрополійне місто Турин.
Кастельнуово-Нігра розташоване на відстані близько 550 км на північний захід від Рима, 45 км на північ від Турина.
Населення — 426 осіб (2014).
Щорічний фестиваль відбувається 20 січня. Покровитель — San Sebastiano.

## Демографія
Населення за роками:

Станом на 1 січня 2023 року в муніципалітеті офіційно проживало 29 іноземців з 5 країн, серед них 28 громадян країн Євросоюзу.

## Сусідні муніципалітети
- Борджалло
- Кастелламонте
- Чинтано
- Коллеретто-Кастельнуово
- Фрассінетто
- Луньякко
- Руельйо
- Траузелла
- Траверселла
- Вістроріо